# Type 60X SNCB (1930-36)
Ne doit pas être confondu avec Types 602/603 (1954), Type 604 (1954) ou Type 605 (1954).
Les types 600 à 607 construites entre 1930 et 1936 constituaient avec les types 65X les premiers autorails diesel de la flotte de la SNCB. Elles étaient constituées de nombreux prototypes et courtes séries employées dans le processus d'évolution rapide de ce nouveau type de matériel au sein de la flotte.
La plupart des 60X furent détruites durant la Seconde Guerre mondiale et remplacées après-guerre par de nouvelles séries qui s'en inspirèrent et partagèrent pour beaucoup la même numérotation. 

## Prototypes 602-603-605-606-607
Cinq prototypes furent commandés à diverses entreprises belges entre 1934 et 1936.
La 603.01 fut détruite par le feu au dépôt de Haine St. Pierre peu avant la guerre. Les autres prototypes furent détruits pendant le conflit sauf la 606.01 qui fut renumérotée 607.01 en 1953 en remplacement de l'originale. 

## Type 604
Commandés à Ganz (Budapest) en 1934, soit à la même période que les premiers prototypes, les 5 exemplaires seront détruits pendant la guerre.

## Caractéristiques
|                                | 600             | 601             | 602             | 603                 | 604                  | 605                                   | 606                                   | 607                   |
| ------------------------------ | --------------- | --------------- | --------------- | ------------------- | -------------------- | ------------------------------------- | ------------------------------------- | --------------------- |
| Unités                         | 3               | 14              | 1 prototype     | 1 prototype         | 5                    | 1 prototype                           | 1 prototype                           | 1 prototype           |
| N°                             | 601-603         | 601.01-601.14   | 602.01          | 603.01              | 604.01-604.05        | 605.01                                | 606.01 puis 607.01 (1953)             | 607.01                |
| Constructeur                   | EVA (Berlin)    | La Brugeoise    | La Brugeoise    | Ateliers de La Dyle | Ganz & Co (Budapest) | Usines de Braine-le-Comte             | Baume et Marpent                      | FUF - Haine-St-Pierre |
| Année                          | 1930            | 1933            | 1934            | 1934                | 1934                 | 1935                                  | 1936                                  | 1936                  |
| Retrait                        | ? 1955          | 1940~1945       | 1940~1945       | 1939 ou 1940        | 1940~1945            | 1940~1945                             | ? >1953                               | 1940~1945             |
| Places                         | 16/40 B 76/40 C | 20/25 B 84/25 C | 20/25 B 84/25 C | 0/8 B 49/18 C       | 8/0 B 49/20 C        | 30/0 B 70/50 C                        | 20/10 B 50/50 C                       | 20/10 B 50/50 C       |
| Dimensions                     |                 |                 |                 |                     |                      |                                       |                                       |                       |
| Masse                          | 54,08 t         | 54,08 t         | 43,43 t         | 22,76 t             | 22,1 t               | 41,9 t                                | 48,64 t                               | 46,52 t               |
| Longueur                       | 19,74 m         | 22 m            | 22 m            | 13,74 m             | 14,25 m              | 22 m                                  | 23,4 m                                | 22,054 m              |
| Largeur                        | ?               | ?               | ?               | ?                   | ?                    | ?                                     | ?                                     | ?                     |
| Hauteur du rail au toit        | 3,88 m          | 3,765 m         | 3,765 m         | 3,51 m              | 3,59 m               | 3,431 m                               | 3,765 m                               | 3,673 m               |
| Distance entre les essieux     | 3,5 m           | 2,2 & 3,5 m     | 2,2 & 3,5 m     | 8 m                 | 8,5 m                | 2,2 & 3,5 m                           | 2,35 & 3,55 m                         | 2,5 & 3,5 m           |
| Distance entre les suspensions | 13,3 m          | 15,4 m          | 15,4 m          | ?                   | ?                    | 15,4 m                                | 15,3 m                                | 15,52 m               |
| Distance suspensions-tampons   | 3,22 m          | 3,3 m           | 3,3 m           | 2,87 m              | 2,65 m               | 3,3 m                                 | 4,05 m                                | 3,3 & 3,224 m         |
| Hauteur rail-tampons           | ?               | ?               | ?               | ?                   | ?                    | ?                                     | 1,065 m                               | ?                     |
| Diamètre des roues             | ?               | ?               | ?               | ?                   | ?                    | ?                                     | ?                                     | ?                     |
| Technique                      |                 |                 |                 |                     |                      |                                       |                                       |                       |
| Type                           | B'2'            | B'2'            | B'2'            | A1                  | A1                   | B'2'                                  | B'2'                                  | B'2'                  |
| Transmission                   | mécanique       | mécanique       | mécanique       | mécanique           | mécanique            | mécanique                             | mécanique                             | mécanique             |
| Construction transmission      | Maybach         | Maybach         | Maybach         | TAG                 | Ganz                 | Ganz                                  | SLM                                   | SLM                   |
| Moteur                         | 6 cylindres G4b | 6 cylindres G4b | 6 cylindres G4b | 6 cylindres D 4086  | 6 cylindres R135     | 6 cylindres (licence Ganz)            | 8 cylindres (licence Ganz)            | V12                   |
| Constructeur moteur            | Maybach         | Maybach         | Maybach         | MAN                 | Ganz                 | Société d'Électricité et de Mécanique | Société d'Électricité et de Mécanique | Mercedes-Benz         |
| Rotations par minute           | 1400            | 1400            | 1400            | 1400                | 1300                 | 1330                                  | 1330                                  | 1700                  |
| Puissance motrice              | 175 kW          | 175 kW          | 210 kW          | 140 kW              | 120 kW               | 220 kW                                | 320 kW                                | 300 kW                |
| Vitesse maximale               | 65 km/h         | 80 km/h         | 80 km/h         | 80 km/h             | 70 km/h              | 84 km/h                               | 85 km/h                               | 90 km/h               |